# Lindera umbellata
Lindera umbellata är en lagerväxtart som beskrevs av Carl Peter Thunberg. Lindera umbellata ingår i släktet Lindera och familjen lagerväxter. Utöver nominatformen finns också underarten L. u. membranacea.